# Александр II Маврокордат
Александр II Маврокордат (молд. и рум. Александру II Маврокордат (Фирарис); умер 1819) — господарь Молдавского княжества в 1785—1786 годах.

## История
Фанариот.
Александру II Маврокордат, прозванный Фирарис, то есть «беглец», вступил в тайные переговоры с Россией, предлагая переход своего государства под её сюзеренитет. В феврале 1787 года он пугается разоблачения и тайно бежит в Россию, где был милостиво принят императрицей Екатериной II. После его бегства на княжеский престол вступил Александр Ипсиланти.
В июне 1787 года Порта потребовала выдачи господаря Александра Маврокордата. Но он остался в России и поселился в Полтаве. Учителем его детей был Гавриил Бэнулеску-Бодони.

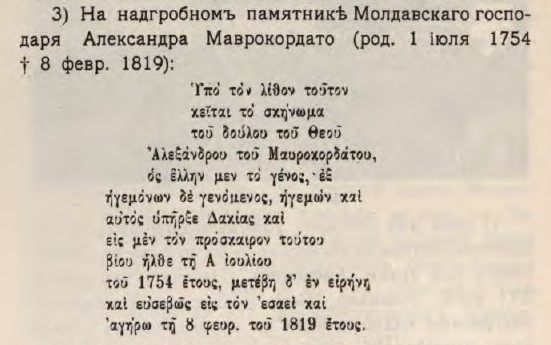
Надпись на надгробной плите Александра Маврокордато (Данилов мон.),нач.XXвека.

Александру II принадлежал первый план освобождения Греции. 
Похоронен был князь на московском кладбище Данилова монастыря за Серпуховской заставой. Известно, что в начале XX века на монастырском некрополе была надгробный памятник князя с эпитафией на греческом.
После закрытия властью монастыря в 1929 году некрополь был уничтожен, а часть захоронений перенесли на Новодевичье кладбище.
Две ветви рода Маврокордато поступили в русское подданство и за ними был признан княжеский титул.
Интересно, что на картах Москвы и окрестностей с середины XIX века (например, на Генеральном плане столичного города Москвы из атласа Зуева 1858 года) и до начала 1910-х годов обозначается дача некой Княгини Маврокордат (сейчас это северная часть парка Героев Первой мировой войны).